# Наббанджа, Робина
Робина Наббанджа (англ. Robinah Nabbanja; род. 17 декабря 1969, Kakumiro District, Западная область) — угандийский государственный и политический деятель, педагог. Премьер-министр Уганды с 21 июня 2021 года. Является первой женщиной — премьер-министром Уганды.

## Биография
Робина Наббанджа родилась на территории современного района Какумиро 17 декабря 1969 года.

### Образование
Училась в начальной школе Нкуко (англ. Nkooko Primary School), затем в средней школе Св. Эдуарда в Букууми (англ. St. Edward's Secondary School Bukuumi), сдав экзамены по O-Level и A-Level, получив сертификаты об образовании.
В период с 1990 по 2000 год Наббанджа получила сертификаты и дипломы в области лидерства, управления и развития в различных учреждениях, включая Университет мучеников Уганды, Институт управления Уганды, Исламский университет в Уганде и Национальный институт лидерства Кьянкванзи. Университетом мучеников Уганды ей были присуждены степень бакалавра в области демократии и исследований развития и степень магистра гуманитарных наук в области исследований развития.

### Карьера
С 1993 по 1996 год Робина Наббанджа работала школьным учителем в средней школе мучеников Уганды Какумиро (англ. Uganda Martyrs Secondary School Kakumiro). Затем с 1998 по 2001 год она занимала должность окружного советника, представляя округ Нкуко, который в то время назывался Кибаале. В этот период она одновременно работала секретарём округа по здравоохранению, гендерным вопросам и общественным службам.
С 2001 по 2010 работала постоянным окружным комиссаром в округах Паллиса, Бусиа и Будака. В 2011 году она присоединилась к избирательной политике Уганды, успешно участвуя в выборах женщин-представителей округа Кибаале в 9-м созыве (2011—2016). Когда в 2016 году был создан район Какумиро, она баллотировалась в женский избирательный округ в новом районе и вновь одержала победу.
В результате перестановок в кабинете министров 14 декабря 2019 года Робина Наббанджа была назначена государственным министром здравоохранения по общим вопросам. После утверждения парламентом 13 января 2020 года была приведена к присяге. Работала на этой должности до 3 мая 2021 года.
В кабинете, составленном 8 июня 2021 года, Робина Наббанджа была назначена премьер-министром кабинета, состоящего из 82 членов.
Одновременно является избранным членом парламента от женского округа Какумиро в 10-м созыве (2016—2021) 11-м созыве (2021—2026).

## Личная жизнь
Робина Наббанджа замужем.